# Asura (игровой движок)
Asura — игровой движок, разработанный компанией Rebellion Developments изначально для внутреннего использования, однако в 2011 году открытый для лицензирования. Asura используется во всех играх производства Rebellion, начиная с 2003 года. Движок постоянно совершенствуется и изменяет целевые платформы. Asura — один из первых движков, начавших использовать API DirectX 11.

## История разработки
Asura был разработан компанией Rebellion Developments для использования в собственных играх. Первой игрой, использующей движок, стала Judge Dredd: Dredd vs Death, которая вышла 17 октября 2003 года для Windows, GameCube, PlayStation 2 и Xbox. После этого Rebellion переключилась на разработку консольных эксклюзивов, которые чаще всего выходили на PlayStation 2 и PlayStation Portable. Также компания занималась разработкой консольных версий сторонних игр.
Начиная с выхода игры Shellshock 2: Blood Trails 2009 года, целевыми платформами игр компании стали Windows, PlayStation 3 и Xbox 360.
Последняя и самая заметная по отношению к движку игра компании — шутер Aliens versus Predator, вышедший 16 февраля 2010 года. В версию движка для этой игры была добавлена поддержка DirectX 11, сама игра активно рекламировалась компанией AMD во время рекламной кампании по продвижению первых видеокарт с поддержкой Direct3D 11 — Radeon HD5xxx (Cypress). Aliens versus Predator присутствовала в списке первых пяти игр в мире с поддержкой DirectX 11, который активно продвигался AMD.
В начале февраля 2011 года Rebellion официально сообщила о том, что Asura на данный момент полностью поддерживает портативную консоль Next Generation Portable (NGP), которая была анонсирована 27 января того же года. Согласно сообщению, портирование движка заняло у Rebellion несколько месяцев, и на момент новости разработчики уже имели играбельную технологическую демонстрацию для NGP. Данная техно-демо-игра в жанре мультиплеерного шутера от третьего лица была показана потенциальным лицензиатам. Таким образом, с данного момента Asura стал доступен для лицензирования сторонним компаниям.

## Технологические особенности
Графический движок для Windows, входящий в состав Asura, поддерживает Direct3D 9 и Direct3D 11. Несмотря на отсутствие программного использования Direct3D 10, движок поддерживает видеокарты с D3D10-совместимыми графическими процессорами. Движком поддерживается технология AMD Eyefinity, которая позволяет выводить игровую «картинку» на вплоть до шести дисплеев, подключённых к одной видеокарте.
В D3D11-версии используются основные новшества Direct3D 11, такие как аппаратная тесселяция, шейдерная модель 5-й версии и Compute Shaders. Тесселяция в Aliens versus Predator применяется для моделей персонажей (в первую очередь Чужих) и для поверхностей. При помощи Compute Shaders выполняется постобработка. Следующим преимуществом D3D11-версии графического движка является использование собственной версии алгоритма освещения и затенения Ambient Occlusion, которая использует Direct3D 11 и называется High-Definition Ambient Occlusion (HDAO). Для D3D9-режима движка используется «классическая» версия Ambient Occlusion. Следующей эксклюзивной опцией D3D11-режима является специальный алгоритм рендеринга теней, который предоставляет немного более реалистичные края теней. Ещё одной особенностью D3D11-режима Aliens versus Predator является полноэкранное сглаживание, которое недоступно в D3D9-режиме. Несмотря на описанные выше различия, обе версии графического движка используют отложенное освещение и затенение, High Dynamic Range Rendering и многие другие технологии.
В игровом движке Asura используется физический движок собственной разработки Rebellion. Данный физический движок содержит обработчик обнаружений столкновений, который позволяет объектам не проникать один в одного, благодаря чему стало возможным достоверно моделировать Чужих, ползающих по потолкам и стенам и прилипающих к разным поверхностям.
Система анимации активно использует инверсную кинематику. Инверсная кинематика в игре используется для правильного моделирования движения ног персонажей по разным поверхностям, включая ступени. Также инверсная кинематика используется для процедурной генерации анимации движения хвостов Чужих. Благодаря этому хвосты естественно движутся в разные стороны и не «проваливаются» в окружающие предметы, а плавно «обтекают» их.

## Оценка прессы
Некоторые ИТ-ресурсы, специализирующиеся на графических технологиях в компьютерных играх, провели технологический анализ и оценку ПК-версии игры «Aliens versus Predator» как одной из самых первых игр, использующих DirectX 11. В частности, такие обзоры провели сайты Tom’s Hardware, Hard OCP, PC Games Hardware и некоторые другие. В результате обозреватели пришли к почти единогласному мнению, согласно которому D3D11-режим «Aliens versus Predator» очень слабо отличается от D3D9-режима. Преимущества, вносимые D3D11-режимом, почти не заметны. Единственная заметная особенность — это полноэкранное сглаживание, которое отсутствует в D3D9-режиме, однако журналисты выразили недоумение по этому поводу и заявили, что отсутствие сглаживания для Direct3D 9 — это маркетинговый ход разработчиков игры, а не технологическая особенность.

## Список игр, использующих Asura
| Название игры                                                     | Первая дата выхода   | Целевые платформы                                                | Издатель                            |
| ----------------------------------------------------------------- | -------------------- | ---------------------------------------------------------------- | ----------------------------------- |
| Judge Dredd: Dredd vs Death                                       | 17 октября 2003 года | Windows, GameCube, PlayStation 2, Xbox                           | Sierra Entertainment, Evolved Games |
| Gunfighter II: Revenge of Jesse James                             | март 2003 года       | PlayStation 2                                                    | Ubisoft                             |
| World War Zero: Iron Storm (ремейк Iron Storm, только PS2-версия) | 2004 год             | PlayStation 2                                                    | MC2-Microïds                        |
| Dead to Rights: Reckoning                                         | 28 июня 2005 года    | PlayStation Portable                                             | Namco                               |
| Sniper Elite                                                      | 18 октября 2005 года | Windows, Wii, PlayStation 2, Xbox                                | MC2 France, Atari, Namco, Ubisoft   |
| James Bond 007: From Russia with Love (только PSP-версия)         | 3 апреля 2006 года   | PlayStation Portable                                             | Electronic Arts                     |
| Rogue Trooper                                                     | 19 апреля 2006 года  | Windows, Wii, PlayStation 2, Xbox                                | Eidos Interactive                   |
| Delta Force: Black Hawk Down – Team Sabre (только PS2-версия)     | 10 ноября 2006 года  | PlayStation 2                                                    | NovaLogic                           |
| Star Wars Battlefront: Renegade Squadron                          | 9 октября 2007 года  | PlayStation Portable                                             | LucasArts                           |
| The Simpsons Game (только версии для PS2, PSP и Wii)              | 30 октября 2007 года | Wii, PlayStation 2, PlayStation Portable                         | Electronic Arts                     |
| Aliens vs. Predator: Requiem                                      | 13 ноября 2007 года  | PlayStation Portable                                             | Sierra Entertainment                |
| Call of Duty: World at War Final Fronts                           | 11 ноября 2008 года  | PlayStation 2                                                    | Activision                          |
| Shellshock 2: Blood Trails                                        | 13 февраля 2009 года | Windows, PlayStation 3, Xbox 360                                 | Eidos Interactive                   |
| Rogue Warrior                                                     | 1 декабря 2009 года  | Windows, PlayStation 3, Xbox 360                                 | Bethesda Softworks                  |
| Aliens versus Predator                                            | 16 февраля 2010 года | Windows, PlayStation 3, Xbox 360                                 |                                     |
| Sniper Elite V2                                                   | 4 мая 2012 года      | Windows, Wii, PlayStation 3, Xbox 360                            | 505 Games                           |
| Sniper Elite: Nazi Zombie Army                                    | 28 февраля 2013      | Windows                                                          | 505 Games                           |
| Sniper Elite: Nazi Zombie Army 2                                  | 31 октября 2013      | Windows                                                          | 505 Games                           |
| Sniper Elite 3                                                    | 27 июня 2014         | Windows, PlayStation 3, Xbox 360, PlayStation 4, Xbox One        | 505 Games                           |
| Zombie Army Trilogy                                               | 6 марта 2015         | Windows, PlayStation 4, Xbox One                                 | 505 Games                           |
| Sniper Elite 4                                                    | 14 февраля 2017      | Windows, PlayStation 4, PlayStation 5, Xbox One, Xbox Series X/S | Rebellion Developments              |
| Evil Genius 2                                                     | 30 марта 2021        | Windows                                                          | Rebellion Developments              |
| Sniper Elite 5                                                    | 26 мая 2022          | Windows, PlayStation 4, PlayStation 5, Xbox One, Xbox Series X/S | Rebellion Developments              |
| Atomfall                                                          | 27 марта 2025        | Windows, PlayStation 4, PlayStation 5, Xbox One, Xbox Series X/S | Rebellion Developments              |